# Малавичина (Мантова)
Малавичина је насеље у Италији у округу Мантова, региону Ломбардија.
Према процени из 2011. у насељу је живело 1983 становника. Насеље се налази на надморској висини од 51 м.